# Berlins grænseovergange
Berlins grænseovergange blev oprettet som følge af den opdeling af Tyskland efter anden verdenskrig, der blev aftalt på Potsdamkonferencen. Indtil opførelsen af Berlinmuren i 1961 blev rejser mellem den østlige og de vestlige sektorer af Berlin overhovedet ikke kontrolleret, skønt der blev indført stadigt flere begrænsninger af de sovjetiske og østtyske myndigheder. Denne frie adgang, særligt efter lukningen af grænsen mellem Øst- og Vesttyskland, gjorde det muligt for borgere i de lande, der var under sovjetisk ledelse, at hoppe af til Vesten, hvilket resulterede i opførelsen af Berlinmuren.
Efter murens opførelse i 1961 blev der etableret grænsestationer mellem Østberlin, der blev regnet for landets hovedstad af den Tyske Demokratiske Republik (DDR), hvilket dog ikke anerkendtes af de vestallierede, og sektorerne, der blev kontrolleret af disse tre vestallierede. I begyndelsen var der kun få af disse grænsestationer, men der blev opført flere i murens levetid. Mange mennesker fra DDR krydsede muren illegalt ved at klatre over den, sejle uden om den eller grave under den, mens mange andre døde i forsøget herpå.
Efter murens fald i november 1989 blev grænsestationerne opretholdt i en overgangsperiode, men den følgende sommer blev al kontrol mellem de to dele af byen fjernet, og grænseovergangenes epoke var ovre.